# Јошио Фурукава
Јошио Фурукава (јап. 古川 好男; Осака, 5. јул 1934) бивши је јапански фудбалер.

## Каријера
Током каријере је играо за Dunlop Japan.

## Репрезентација
За репрезентацију Јапана дебитовао је 1956. године. Учествовао је и на олимпијским играма 1956. За тај тим је одиграо 19 утакмица.

## Статистика
| Јапан  | Јапан   | Јапан  |
| Година | Наступи | Голови |
| ------ | ------- | ------ |
| 1956.  | 3       | 0      |
| 1957.  | 0       | 0      |
| 1958.  | 3       | 0      |
| 1959.  | 10      | 0      |
| 1960.  | 0       | 0      |
| 1961.  | 1       | 0      |
| 1962.  | 2       | 0      |
| Укупно | 19      | 0      |